# بول كاترمول
بول كاترمول (بالإنجليزية: Paul Cattermole)‏ ( 1977  م -2023 م ) هو ممثل، ومغني بريطاني، ولد في سانت ألبانز.

## التعليم
تعلم في أكاديمية مونتفيو للفنون المسرحية ‏.

## الوفاة
توفي بول كاترمول في 6 أبريل 2023 عن عمر ناهز السادسة والأربعين.

## وصلات خارجية
- بول كاترمول على موقع IMDb (الإنجليزية)
- بول كاترمول على موقع ميوزك برينز (الإنجليزية)
- بول كاترمول على موقع ديسكوغز (الإنجليزية)
- بول كاترمول على موقع قاعدة بيانات الفيلم (الإنجليزية)
- بول كاترمول في قاعدة بيانات الأفلام على الإنترنت